# Weingut St. Antony

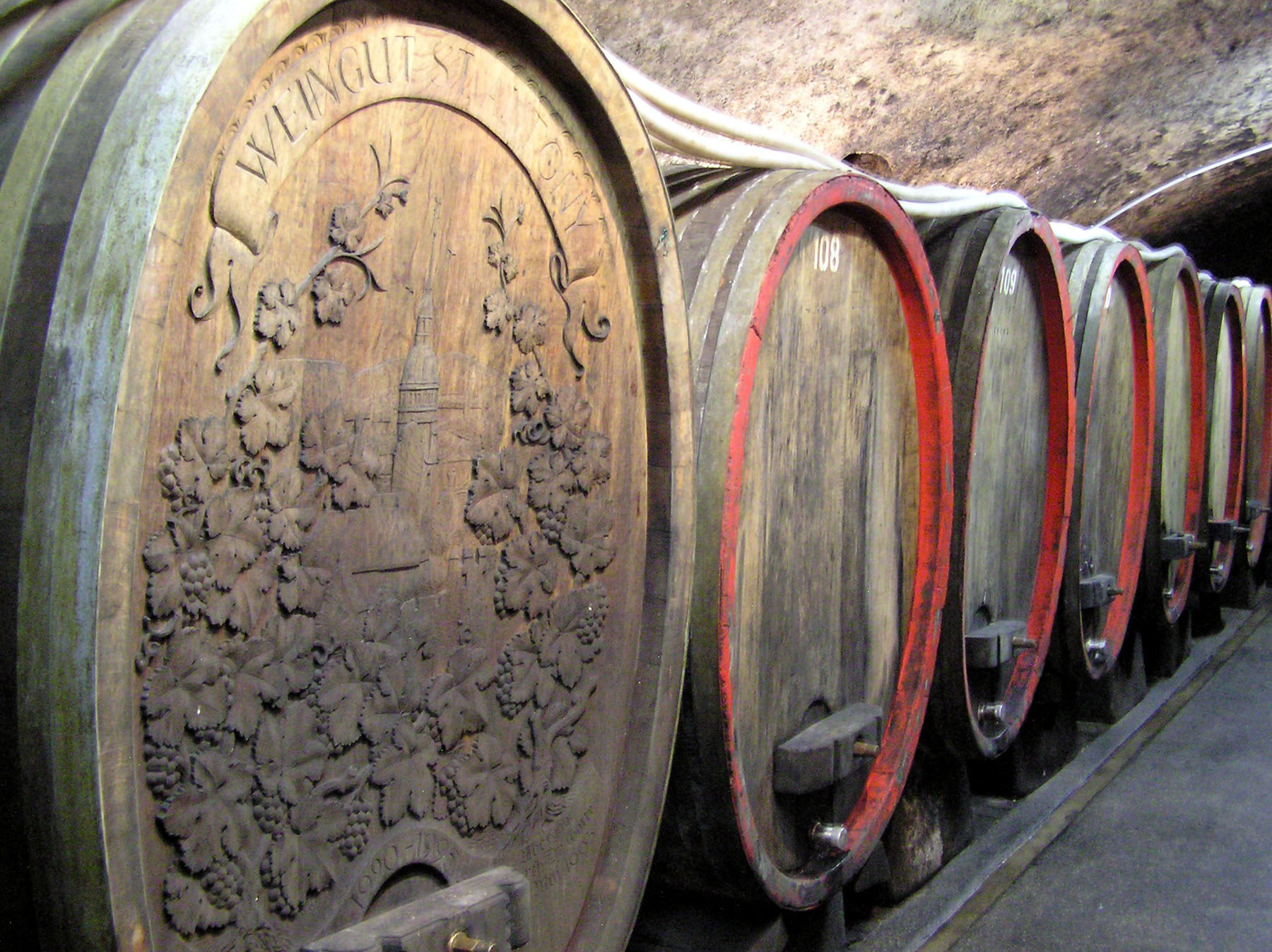
Weinkeller mit dem Jubiläumsfass gestiftet von der MAN 1995

Das Weingut St. Antony ist ein mittelständisches Weingut in Nierstein am Rhein und besitzt ca. 60 Hektar Weinberge, davon 15 ha Steillagen. Das Weingut ist seit 1990 Mitglied im Verband Deutscher Prädikatsweingüter (VDP). Der Weinbergsbesitz erstreckt sich innerhalb des Weinbaugebiets Rheinhessen am Roten Hang in Nierstein auf die Lagen „Orbel“, „Pettenthal“, „Hipping“ und „Ölberg“.

## Geschichte
Der Name geht auf die erste Eisenhütte des Ruhrgebiets zurück. Die St.-Antony-Hütte, gegründet 1758, gilt als eine Wiege der Ruhrindustrie. 1873 wurde sie in den Actienverein für Bergbau und Hüttenbetrieb, Gutehoffnungshütte integriert. Im Jahr 1912 kaufte die Gutehoffnungshütte im Süden von Nierstein eine Kalkgrube mitsamt den benachbarten Weinbergen. Der Kalk wurde für die Eisenproduktion im Ruhrgebiet benötigt.
Nach dem Ersten Weltkrieg herrschte kein Bedarf mehr an Kalk, daher entschloss man sich, die umliegenden Weinberge zu bewirtschaften. 1920 wurde der erste Wein produziert und unter der Bezeichnung „Wiesengewann“ vom Weingut der Gutehoffnungshütte abgefüllt, die Weine wurden vor allem im Konzern getrunken und an die Kunden verschenkt und vertrieben. Die Kalkgrube wurde 1955 veräußert und der Erlös in das Weingut und seine Kellerei investiert, im Zuge dessen wurden Weinberge in den berühmten Niersteiner Lagen gekauft.

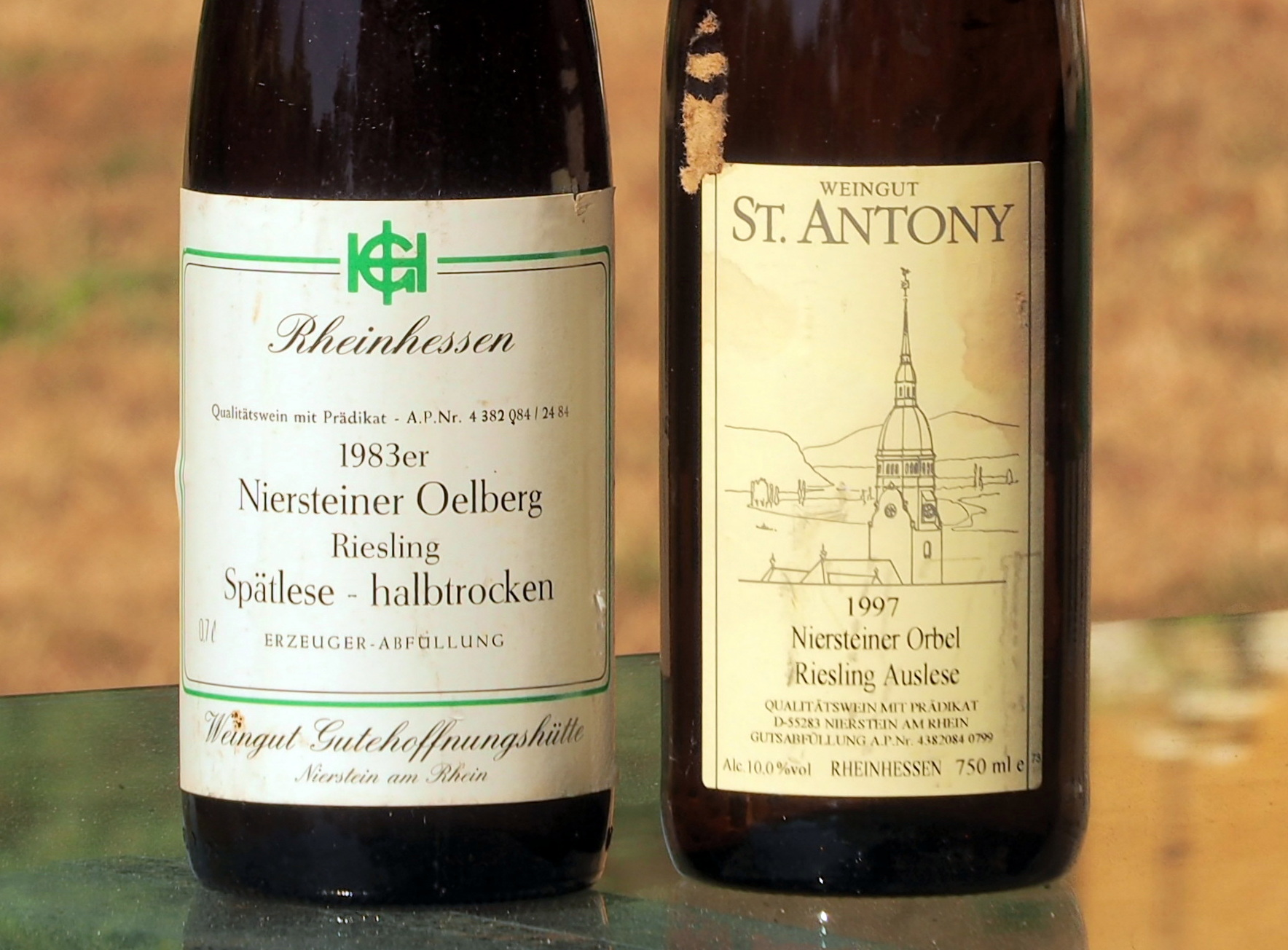
Weinetiketten 1987, 1983

In den 1980er Jahren wurde der Konzern umstrukturiert und firmierte unter dem Namen MAN. Das Weingut erhielt 1986 den Namen St. Antony nach der St.-Antony-Hütte, der ersten Eisenhütte in Oberhausen.
Die Verantwortung für das Weingut lag beim Vorstand des Konzerns, und das Weingut erarbeitete sich einen Platz unter den hundert besten in Deutschland. 1990 wurde es Mitglied des Vereins Deutscher Prädikatsweingüter VDP.
1995, im 75. Jubiläumsjahr des Weingutes, spendierte der MAN-Vorstand unter Vorsitz von Klaus Götte dem Weingut ein großes Holzfass (2.400 l, Doppelstück-Fass) erster Güte mit geschnitzter Front.
Betriebsleiter waren von 1952 bis 1976 Horst Michalsky, ab dann bis 2005 dessen Sohn Dr. Alexander Michalsky, der das Weingut weiter in die Spitzenliga deutscher Winzer führte.
2006 übernahm Felix Peters die Weingutsleitung und ab 2019 Dirk Würtz, je als Geschäftsführer. Sebastian Strub ist Produktions- und Kenneth Barnes Vertriebsleiter.

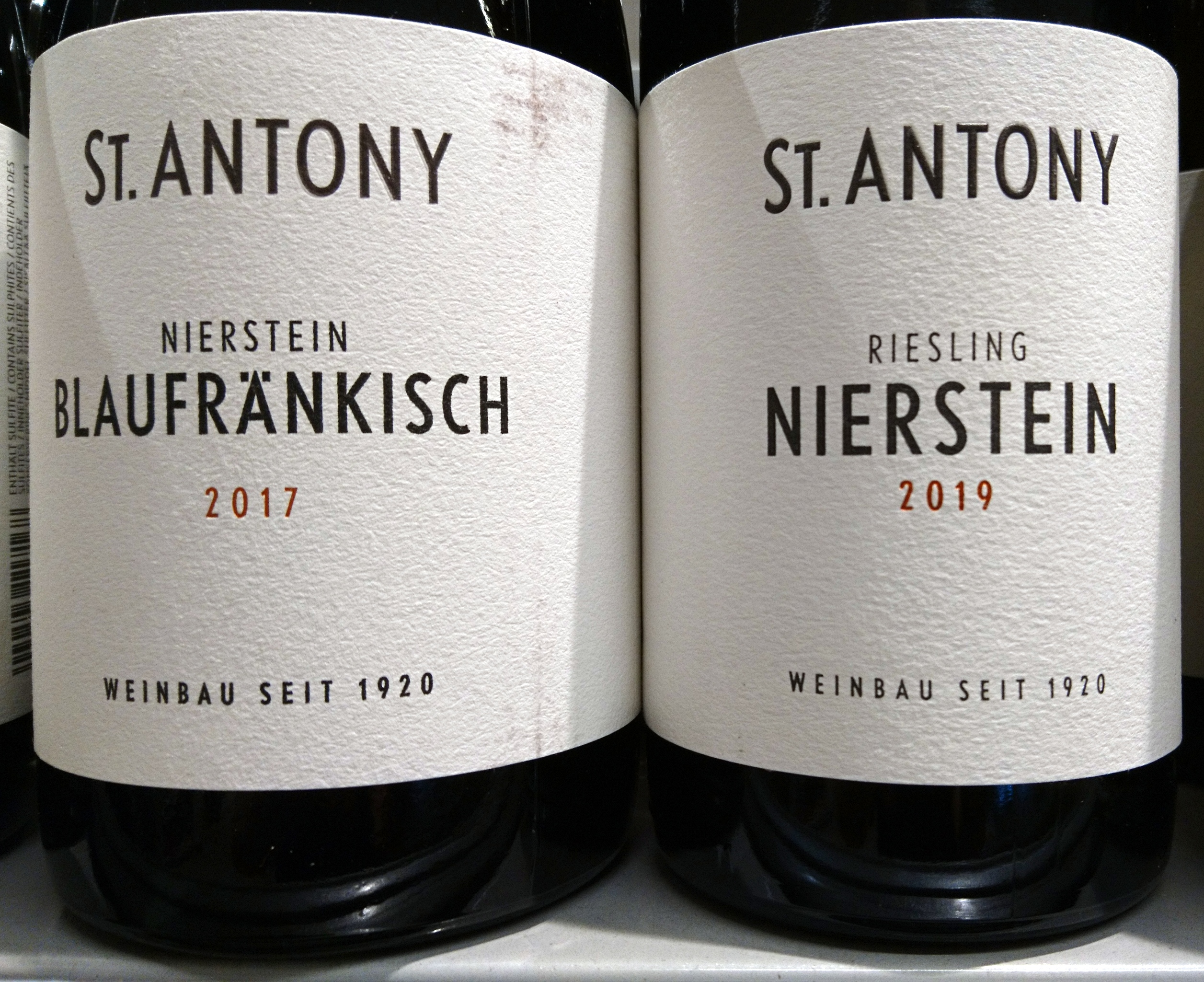
Weinetiketten 2017, 2019

2005 wurde das Weingut an den Investor Detlev Meyer verkauft. Das alteingesessene Niersteiner Weingut Heyl zu Herrnsheim gehört ebenfalls zu seinem Besitz, es  wurde 2008 offiziell aufgelöst und existiert nun als eine Marke der St. Antony Weingut GmbH & Co. KG.

## Rezeption
Der britische Wein-Fachautor Stuart Pigott zählte in seinem Buch Die großen deutschen Rieslingweine (1994) die Niersteiner Rieslinge zu den Spitzenweinen der Welt. Pigott lobt die junge Generation deutscher Rieslingwinzer, die nach traditionellem Vorbild „einzigartige Weine in immer größerer Zahl“ produzieren.
Robert Parker zeichnete den „2015 Riesling Nierstein Orbel Großes Gewächs“ mit 92–93 Punkten aus.
Die Wein-Kritikerin Jancis Robinson zählte das Weingut 2008 zu den 30 besten Weinbaubetrieben in Deutschland.

## Auszeichnungen (Auszug)
Die Weine des Weinguts wurden verschiedentlich ausgezeichnet, unter anderem von:
- Gault-Millau
- Eichelmann
- Wein-Plus
- Falstaff
- Vinum

Der Vinum Weinguide zeichnet St. Antony seit der Ausgabe des Jahres 2023 mit vier von fünf Sternen aus.